# Dundas (Austrália Ocidental)
Dundas é uma cidade fantasma na região de Goldfields-Esperance da Austrália Ocidental. A cidade está a 2 km do ramal ferroviário de Esperance, à margem do Lago de Dundas.
Dundas foi um dos primeiros locais onde se achou ouro na região em 1884. A localidade foi elevada a cidade em 22 de maio de 1895 e deriva seu nome dos Morros de Dundas, que por sua vez receberam o nome do capitão Dundas, da Marinha Real Britânica, comandante do navio HMS Tagus em 1848.
A população da cidade era de 99 habitantes (71 homens e 28 mulheres) em 1898.
Posteriormente, quando foi encontrado mais ouro ao norte de Dundas, isto levou ao estabelecimento de Norseman, que, com veios mais ricos, rapidamente cresceu e se desenvolveu mais que sua predecessora.